# Lista odcinków serialu animowanego Gwiezdne wojny: Wojny klonów (2008)
Lista odcinków serialu animowanego Gwiezdne wojny: Wojny klonów, emitowanego w Polsce od 4 stycznia 2009 roku. Osobny rozdział zawiera wykaz wszystkich odcinków w kolejności chronologicznej.

## Sezony
| Sezon  | Podtytuł                   | Liczba odcinków | Premiera serii w Polsce | Finał serii w Polsce                |
| ------ | -------------------------- | --------------- | ----------------------- | ----------------------------------- |
| Film   | –                          | n/d             | 26 września 2008        | 26 września 2008                    |
| 1      | –                          | 22              | 4 stycznia 2009         | 28 czerwca 2009                     |
| 2      | Rise of the Bounty Hunters | 22              | 8 kwietnia 2010         | 2 września 2010                     |
| 3      | Secrets Revealed           | 22              | 7 kwietnia 2011         | 16 czerwca 2011                     |
| 4      | Battle Lines               | 22              | 9 kwietnia 2012         | 8 maja 2012                         |
| 5      | –                          | 20              | 15 kwietnia 2013        | 10 maja 2013                        |
| 6      | The Lost Missions          | 13              | 12 grudnia 2015         | 19 grudnia 2015                     |
| Legacy | –                          | 4(8)            | 25 września 2014        | 25 września 2014 (29 kwietnia 2015) |
| 7      | The Final Season           | 12              | 21 lutego 2020          | 4 maja 2020                         |

## Film
| 0 | Gwiezdne wojny: Wojny klonów Star Wars: The Clone Wars | Dave Filoni | Henry Gilroy, Scott Murphy, Steven Melching | 15 sierpnia 2008 | 26 września 2008 |
| Syn Jabby Hutta zostaje porwany. Aby zapobiec przyłączeniu się gangstera do separatystów, władze Republiki wysyłają Anakina Skywalkera i jego nową uczennicę z misją ratunkową. |                                                        |             |                                             |                  |                  |

## Sezon 1
| 1 | Zasadzka Ambush                                         | Dave Bullock          | Steven Melching                            | 3 października 2008  | 4 stycznia 2009  | 1.01 |
| Mistrz Jedi Yoda jest na sekretnej misji, której celem jest zawarcie paktu z królem Toydarii, kiedy nagle jego statek zostaje zaatakowany przez Separatystów. Yoda i trzech żołnierzy-klonów muszą odeprzeć złowrogą zabójczynię Ventress na usługach Dooku i jej liczną armię droidów bojowych, aby dowieść, że Jedi są wystarczająco silni, aby ochronić króla i jego ludzi przed zniszczeniami wojny. |                                                         |                       |                                            |                      |                  |      |
| 2 | Wzlot Malevolence Rising Malevolence                    | Dave Filoni           | Steven Melching                            | 3 października 2008  | 11 stycznia 2009 | 1.02 |
| Szerząca panikę w galaktyce niszczycielska i tajemnicza broń Separatystów terroryzuje flotę klonów. Anakin i Ahsoka pędem ruszają na ratunek mistrzowi Jedi Plo Koonowi i jego oddziałowi klonów. |                                                         |                       |                                            |                      |                  |      |
| 3 | Cień Malevolence Shadow of Malevolence                  | Brian Kalin O’Connell | Steven Melching                            | 10 października 2008 | 18 stycznia 2009 | 1.03 |
| Z pomocą swojej padawanki Ahsoki i mistrza Jedi Plo Koona, Anakin używa nowych bombowców Y-wing, by przeprowadzić śmiały atak na okręt generała Grievousa - Malevolence - i jego niszczycielską broń. |                                                         |                       |                                            |                      |                  |      |
| 4 | Misja na Malevolence Destroy Malevolence                | Brian Kalin O’Connell | Steven Melching                            | 17 października 2008 | 25 stycznia 2009 | 1.04 |
| Padmé Amidala i C-3PO zostają zakładnikami generała Grievousa, a Anakin wraz z Obi-Wanem muszą ją uratować i ostatecznie zniszczyć Malevolence. |                                                         |                       |                                            |                      |                  |      |
| 5 | Rekruci Rookies                                         | Justin Ridge          | Steven Melching                            | 24 października 2008 | 1 lutego 2009    | 1.05 |
| Osamotnieni na odległej placówce, komandor Cody i kapitan Rex muszą zainspirować młodych kadetów, żeby ci uwierzyli w siebie, aby powstrzymać inwazję złowieszczych droidów-komandosów. |                                                         |                       |                                            |                      |                  |      |
| 6 | Upadek droida Downfall of a Droid                       | Rob Coleman           | George Krstic                              | 7 listopada 2008     | 8 lutego 2009    | 1.06 |
| R2-D2 gubi się w czasie zaciętej bitwy kosmicznej - Anakin musi go odnaleźć zanim Separatyści odkryją plany wojenne Jedi zakodowane w jego pamięci. |                                                         |                       |                                            |                      |                  |      |
| 7 | Pojedynek robotów Duel of the Droids                    | Rob Coleman           | Kevin Campbell, Henry Gilroy               | 14 listopada 2008    | 15 lutego 2009   | 1.07 |
| Kiedy Anakin i Ahsoka odkrywają, że R2-D2 jest przetrzymywany na wrogim posterunku nasłuchowym generała Grievousa, oni i zastępczy droid R3 rozpoczynają misję ratunkowo - sabotażową. |                                                         |                       |                                            |                      |                  |      |
| 8 | Bombad Jedi                                             | Jesse Yeh             | Kevin Rubio, Steven Melching, Henry Gilroy | 21 listopada 2008    | 22 lutego 2009   | 1.08 |
| Jar Jar Binks jest rycerzem Jedi? Tak właśnie myślą Separatyści, gdy komicznie bohaterski Gunganin i C-3PO walczą by ocalić Padmé Amidalę od zagłady z rąk złego wicekróla Nute'a Gunraya. |                                                         |                       |                                            |                      |                  |      |
| 9 | Płaszcz ciemności Cloak of Darkness                     | Dave Filoni           | Paul Dini                                  | 5 grudnia 2008       | 1 marca 2009     | 1.09 |
| Ahsoka wraz z mistrzynią Jedi, Luminarą, mają eskortować na proces schwytanego wicekróla Nute Gunraya. Obie nie przypuszczają jednak, że hrabia Dooku posłał ich śladem śmiercionośną Asajj Ventress. Ta ma uwolnić więźnia i zlikwidować Jedi. |                                                         |                       |                                            |                      |                  |      |
| 10 | Pułapka Grievousa Lair of Grievous                      | Atsushi Takeuchi      | Henry Gilroy                               | 12 grudnia 2008      | 8 marca 2009     | 1.10 |
| Generał Grievous musi udowodnić swą wartość dla Separatystów. Stanie się to, gdy hrabia Dooku sprowadzi mistrza Jedi, Kita Fisto i Nahdara Vebba do złowrogiej enklawy Grievousa. |                                                         |                       |                                            |                      |                  |      |
| 11 | Dooku schwytany Dooku Captured                          | Jesse Yeh             | Julie Siege                                | 2 stycznia 2009      | 15 marca 2009    | 1.11 |
| Podczas próby porwania hrabiego Dooku, Anakin i Obi-Wan odkrywają, że lord Sithów został porwany przez piratów. |                                                         |                       |                                            |                      |                  |      |
| 12 | Gungański generał The Gungan General                    | Justin Ridge          | Julie Siege                                | 9 stycznia 2009      | 29 marca 2009    | 1.12 |
| W trakcie negocjacji dotyczących okupu za hrabiego Dooku, Anakin i Obi-Wan zostają uwięzieni. Teraz rycerze Jedi i Sith, mimo wzajemnej niechęci muszą nawiązać współpracę, gdyż tylko to umożliwi im ucieczkę. Jednocześnie uświadamiają sobie, że Jar Jar Binks jest ich jedyną nadzieją. |                                                         |                       |                                            |                      |                  |      |
| 13 | Upadek Jedi Jedi Crash                                  | Rob Coleman           | Katie Lucas                                | 16 stycznia 2009     | 5 kwietnia 2009  | 1.13 |
| Anakin zostaje ciężko ranny. Po tym wydarzeniu generał Jedi, Aayla Secura, przekonuje Ahsokę Tano, że w filozofii rycerzy nie ma miejsca na osobiste uczucia. Niebawem, wykazując się niezwykłą odwagą, przemierzają wrogą planetę, aby uzyskać pomoc dla Skywalkera. |                                                         |                       |                                            |                      |                  |      |
| 14 | Strażnicy pokoju Defenders of Peace                     | Steward Lee           | Bill Canterbury                            | 23 stycznia 2009     | 26 kwietnia 2009 | 1.14 |
| Rycerze Jedi walczą z nową bronią Separatystów. Pokojowo nastawieni Lurmeni stają przed trudnym wyborem. Muszą zdecydować, czy dołączą do Anakina, Ahsoki i generał Aayli Secury w walce, czy poddadzą się bez jakiegokolwiek oporu. |                                                         |                       |                                            |                      |                  |      |
| 15 | Naruszenie Trespass                                     | Brian Kalin O’Connell | Steven Melching                            | 30 stycznia 2009     | 10 maja 2009     | 1.15 |
| Anakin i Obi-Wan prowadzą dochodzenie w sprawie zagadkowego zniknięcia oddziałów obronnych klonów. Szukając kolejnych tropów trafiają w środek narastającego konfliktu między mieszkańcami skutej lodem krainy a chciwymi przybyszami z pobliskiego księżyca. |                                                         |                       |                                            |                      |                  |      |
| 16 | Ukryty wróg The Hidden Enemy                            | Steward Lee           | Drew Z. Greenberg                          | 6 lutego 2009        | 17 maja 2009     | 1.16 |
| Planeta Christophsis jest oblegana przez armię Separatystów. Trwają próby sprowadzenia sił zbrojnych Republiki, które mogłyby ją wyzwolić. Tymczasem Anakin i Obi-Wan odkrywają, że w ich otoczeniu znajduje się zdrajca. |                                                         |                       |                                            |                      |                  |      |
| 17 | Wirus Błękitnego Cienia Blue Shadow Virus               | Giancarlo Volpe       | Craig Titley                               | 13 lutego 2009       | 24 maja 2009     | 1.17 |
| Padmé Amidala i Jar Jar nie ustają w poszukiwaniach sekretnego centrum badań nad bronią biologiczną separatystów. Niestety, w trakcie tej misji zostają schwytani. Anakin, Obi-Wan i Ahsoka muszą teraz sami uratować przyjaciół i udaremnić wydostanie się śmiercionośnego wirusa. |                                                         |                       |                                            |                      |                  |      |
| 18 | Tajemnica tysiąca księżyców Mystery of a Thousand Moons | Jesse Yeh             | Brian Larsen                               | 20 lutego 2009       | 31 maja 2009     | 1.18 |
| Zabójczy wirus niebieskiego cienia zostaje uwolniony. Zaraża Ahsokę, Padmé Amidalę, a także wielu żołnierzy - klonów. Anakin i Obi-Wan mają tylko 48 godzin, by znaleźć antidotum. W tym celu udają się na tajemniczą planetę, z której nikt jeszcze nie powrócił. |                                                         |                       |                                            |                      |                  |      |
| 19 | Burza nad Ryloth Storm Over Ryloth                      | Brian Kalin O’Connell | George Krstic, Scott Murphy, Henry Gilroy  | 27 lutego 2009       | 7 czerwca 2009   | 1.19 |
| Ahsoka nie wykonuje rozkazów Anakina. Niesubordynacja doprowadza do tego, że traci prawie całą eskadrę. Wobec zaistniałej sytuacji Anakin decyduje się dać swoim podwładnym lekcję poszanowania autorytetów i posłuszeństwa wobec przełożonych. |                                                         |                       |                                            |                      |                  |      |
| 20 | Niewinni z Ryloth Innocents of Ryloth                   | Justin Ridge          | Randy Stradley, Henry Gilroy               | 6 marca 2009         | 14 czerwca 2009  | 1.20 |
| Obi-Wan wraz z niewielkim oddziałem klonów dostaje się do okupowanego miasta. Zamierzają przeprowadzić sabotaż. Odkrywają, że separatyści używają mieszkańców jako żywych tarcz. |                                                         |                       |                                            |                      |                  |      |
| 21 | Wolne Ryloth Liberty on Ryloth                          | Rob Coleman           | Henry Gilroy                               | 13 marca 2009        | 21 czerwca 2009  | 1.21 |
| Mace Windu dysponuje znacznie uszczuplonymi siłami zbrojnymi. Musi przekonać twi'lekańskiego bojownika, aby darował mu wolność i pomógł w obronie stolicy przed droidami. |                                                         |                       |                                            |                      |                  |      |
| 22 | Kryzys zakładników Hostage Crisis                       | Giancarlo Volpe       | Eoghan Mahony                              | 20 marca 2009        | 28 czerwca 2009  | 1.22 |
| Przywódca kryminalistów, Ziro Hutt, wciąż pozostaje w niewoli. Aby go oswobodzić, łowcy nagród przejmują kontrolę nad budynkiem senatu. Podczas akcji biorą zakładników. Łowcy nie wiedzą jednak, że w środku znajduje się także rycerz Jedi, Anakin Skywalker. |                                                         |                       |                                            |                      |                  |      |

## Sezon 2
| 1(23) | Kradzież holokronu Holocron Heist                          | Justin Ridge          | Paul Dini                                       | 2 października 2009  | 8 kwietnia 2010  | 2.01 |
| Ahsoka dostaje karną służbę w Świątyni Jedi za niewykonanie rozkazów. Tymczasem Darth Sidious wynajmuje tajemniczego łowcę nagród Cada Bane'a, żeby przedostał się do Świątyni Jedi i wykradł drogocenny holokron - starożytne urządzenie magazynujące sekrety Jedi. Bane wraz z dwoma kompanami przemyka się do Świątyni i zdobywa holokron. Losy urządzenia zależą od Ahsoki, Anakina i Obi-Wana. Muszą działać szybko, zanim łowca nagród ucieknie z drogocennym artefaktem Jedi.                          |                                                            |                       |                                                 |                      |                  |      |
| 2(24) | Puszka Pandory Cargo of Doom                               | Rob Coleman           | George Krstic                                   | 2 października 2009  | 15 kwietnia 2010 | 2.02 |
| Anakin i Ahsoka chcą przejąć statek łowcy nagród Cada Bane'a, który przeniknął do Świątyni Jedi i ukradł drogocenny holokron. Artefakt zawiera informacje o tym, gdzie w galaktyce znajdują się dzieci najbardziej wrażliwe na Moc. Niestety, w trakcie ucieczki ze Świątyni Jedi bezwzględny najemnik zabił próbującego go powstrzymać Bolla Ropa, Jedi z Rodii. Teraz Anakin i Ahsoka przenikają na uszkodzony statek Cada, aby odzyskać holokron, ale nie doceniają umiejętności taktycznych łowcy nagród. |                                                            |                       |                                                 |                      |                  |      |
| 3(25) | Dzieci mocy Children of the Force                          | Brian Kalin O’Connell | Henry Gilroy, Wendy Meracle                     | 9 października 2009  | 22 kwietnia 2010 | 2.03 |
| Złowrogi Cad Bane, któremu udało uciec się przed Anakinem i Ahsoką, dostarcza Darthowi Sidiousowi informacje z Holokronu, po czym otrzymuje jeszcze bardziej ponure zadanie: ma znaleźć dzieci wrażliwe na Moc z całej galaktyki i przewieźć je na Mustafar, gdzie zostaną ukierunkowane zgodnie z jego wolą. Dzielni Mace Windu, Obi-Wan Kenobi, Anakin i Ahsoka ścigają się z czasem, aby powstrzymać Bane'a i odzyskać Holokron, a co najważniejsze uratować dzieci mocy.                                  |                                                            |                       |                                                 |                      |                  |      |
| 4(26) | Szpieg senatu Senate Spy                                   | Steward Lee           | Melinda Hsu                                     | 16 października 2009 | 29 kwietnia 2010 | 2.04 |
| Padmé zostaje powierzone zadanie śledzenia jej dawnego przyjaciela, senatora Rusha Clovisa, oraz wykrycia spisku pomiędzy Klanem Bankierów, Neimodianami i Separatystami. Wbrew woli Anakina, Padmé zgadza się na misję i towarzyszy Clovisowi w podróży do Cato Neimoidii. Jej przybycie wzbudza podejrzenia Lotta Doda, że Padmé zagraża ich przyszłej transakcji. Lott robi wszystko, by Padmé uległa nieszczęśliwemu wypadkowi.                                                                           |                                                            |                       |                                                 |                      |                  |      |
| 5(27) | Lądowanie w punkcie deszczu Landing at Point Rain          | Brian Kalin O’Connell | Brian Larsen, Drew Z. Greenberg                 | 4 listopada 2009     | 6 maja 2010      | 2.05 |
| Anakin, Ahsoka i Ki-Adi-Mundi przeprowadzają atak mający na celu zniszczenie fabryki droidów na Geonosis. |                                                            |                       |                                                 |                      |                  |      |
| 6(28) | Fabryka broni Weapons Factory                              | Giancarlo Volpe       | Brian Larsen, Drew Z. Greenberg                 | 13 listopada 2009    | 13 maja 2010     | 2.06 |
| Luminara i Anakin odwracają uwagę nowych, potężnych czołgów wroga, w czasie gdy padawanki Barrissa Offee i Ahsoka próbują zniszczyć fabrykę droidów Separatystów. |                                                            |                       |                                                 |                      |                  |      |
| 7(29) | Strzępy terroru Legacy of Terror                           | Steward Lee           | Eoghan Mahon, Drew Z. Greenberg, Brian Larsen   | 20 listopada 2009    | 20 maja 2010     | 2.07 |
| Kiedy Luminara znika, Obi-Wan i Ki-Adi-Mundi prowadzą pluton klonów w jej poszukiwaniu. Prowadzone przez nich poszukiwania doprowadzają Jedi do tajemniczej jaskini, w której przyjdzie im się stawić z grupą zombie. |                                                            |                       |                                                 |                      |                  |      |
| 8(30) | Władcy umysłu Brain Invaders                               | Steward Lee           | Andrew Kreisberg, Drew Z. Greenberg             | 4 grudnia 2009       | 27 maja 2010     | 2.08 |
| Kiedy geonosjańskie insekty mózgowe przejmują kontrolę nad statkiem zaopatrzeniowym, Ahsoka i Barrissa muszą walczyć, by powstrzymać statek zanim śmiertelna plaga rozprzestrzeni się po galaktyce. |                                                            |                       |                                                 |                      |                  |      |
| 9(31) | Intryga Grievousa Grievous Intrigue                        | Giancarlo Volpi       | Ben Edlund, Drew Z. Greenberg, Brian Larsen     | 1 stycznia 2010      | 3 czerwca 2010   | 2.09 |
| Mistrz Jedi został pojmany i torturowany przez generała Grievousa. Anakin, Obi-Wan Kenobi i Adi Gallia chcą wprowadzić w życie śmiały plan ratowania jednego ze swych pobratymców. Zrealizują go później lecz generał ma swój własny plan. |                                                            |                       |                                                 |                      |                  |      |
| 10(32) | Dezerter The Deserter                                      | Robert Dalva          | Carl Ellsworth, Drew Z. Greenberg, Brian Larsen | 1 stycznia 2010      | 10 czerwca 2010  | 2.10 |
| Podczas poszukiwania generała Grievousa na odległej planecie, Rex napotyka dezertera. |                                                            |                       |                                                 |                      |                  |      |
| 11(33) | Zaginiony miecz świetlny Lightsaber Lost                   | Giancarlo Volpe       | Drew Z. Greenberg                               | 22 stycznia 2010     | 17 czerwca 2010  | 2.11 |
| Kiedy złodziej kradnie miecz świetlny Ahsoki pewien stary Jedi pomaga jej odzyskać broń. |                                                            |                       |                                                 |                      |                  |      |
| 12(34) | Mandaloriański spisek The Mandalore Plot                   | Kyle Dunlevy          | Melinda Hsu, Drew Z. Greenberg                  | 29 stycznia 2010     | 24 czerwca 2010  | 2.12 |
| Badając pogłoski dotyczące spisku przeciw księżnej Mandalory Satine, Obi-Wan odkrywa "Mandaloriański Spisek". |                                                            |                       |                                                 |                      |                  |      |
| 13(35) | Podróż na pokuszenie Voyage of Temptation                  | Brian Kalin O’Connell | Paul Dini, Henry Gilroy                         | 5 lutego 2010        | 1 lipca 2010     | 2.13 |
| Kiedy Jedi i klony bronią księżnej Satine przed zamachem zabójców, Anakin dowiaduje się o wspólnej historii księżnej i Obi-Wana. |                                                            |                       |                                                 |                      |                  |      |
| 14(36) | Księżna Mandalory Duchess of Mandalore                     | Brian Kalin O’Connell | Drew Z. Greenberg                               | 12 lutego 2010       | 8 lipca 2010     | 2.14 |
| Na Coruscant do księżnej Satine dociera wiadomość, że Straż Śmierci preparuje fałszywe nagranie, które wywołuje prewencyjną inwazję Republiki. Uciekając przed władzami Republiki, Satine i Obi-Wan wyruszają, by odkryć prawdziwe motywy grupy. |                                                            |                       |                                                 |                      |                  |      |
| 15(37) | Morderstwa w senacie Senate Murders                        | Brian Kalin O’Connell | Drew Z. Greenberg                               | 19 marca 2010        | 15 lipca 2010    | 2.15 |
| Gdy senator Onaconda Farr zostaje otruty, Padmé i Bail Organa rozpoczynają poszukiwania winowajcy. Lecz wkrótce zaczyna robić się niebezpiecznie… |                                                            |                       |                                                 |                      |                  |      |
| 16(38) | Kot i mysz Cat and Mouse                                   | Kyle Dunlevy          | Drew Z. Greenberg, Brian Larsen                 | 26 marca 2010        | 22 lipca 2010    | 2.16 |
| Bail Organa jest uwięziony na kontrolowanej przez Separatystów planecie Christophsis. Anakin i Obi-Wan zostają wysłani na ratunek. Lecz starcie z tajemniczym admirałem Trenchem wiedzie do większego niebezpieczeństwa, niż to, na które przygotowali się Jedi... |                                                            |                       |                                                 |                      |                  |      |
| 17(39) | Łowcy nagród Bounty Hunters                                | Steward Lee           | Carl Ellsworth                                  | 2 kwietnia 2010      | 29 lipca 2010    | 2.17 |
| Anakin, Obi-Wan i Ahsoka nawiązują niełatwą współpracę z łowcami nagród, w celu chronienia lokalnego farmera przed Hondem Ohnaką i jego bandą piratów. |                                                            |                       |                                                 |                      |                  |      |
| 18(40) | Bestia Zillo The Zillo Beast                               | Giancarlo Volpe       | Craig Titley                                    | 9 kwietnia 2010      | 5 sierpnia 2010  | 2.18 |
| Nowa superbroń Republiki budzi przerażającego stwora Zillo na Malastare. Teraz Jedi muszą wymyślić sposób, by go pokonać. |                                                            |                       |                                                 |                      |                  |      |
| 19(41) | Bestia Zillo atakuje ponownie The Zillo Beast Strikes Back | Steward Lee           | Steven Melching                                 | 16 kwietnia 2010     | 12 sierpnia 2010 | 2.19 |
| Siły Republiki przywożą bestię Zillo na Coruscant, by ją zbadać. Gdy ucieka, Jedi muszą wybrać pomiędzy uratowaniem milionów żyć, a zniszczeniem stwora, ostatniego przedstawiciela swojego gatunku. |                                                            |                       |                                                 |                      |                  |      |
| 20(42) | Śmiertelna pułapka Death Trap                              | Steward Lee           | Doug Petrie                                     | 23 kwietnia 2010     | 19 sierpnia 2010 | 2.20 |
| Młody chłopiec wypowiada wojnę rycerzom Jedi, którzy osierocili go i skazali na pastwę losu. |                                                            |                       |                                                 |                      |                  |      |
| 21(43) | Wracaj do domu, R2 R2 Come Home                            | Giancarlo Volpe       | Eoghan Mahony                                   | 30 kwietnia 2010     | 26 sierpnia 2010 | 2.21 |
| Gdy banda łowców nagród zastawia pułapkę na Anakina i Mace’a na Vanqorze, do R2-D2 należy zadanie przedostania się na Coruscant i ostrzeżenie Jedi. |                                                            |                       |                                                 |                      |                  |      |
| 22(44) | Wytropić po mistrzowsku Lethal Trackdown                   | Dave Filoni           | Dave Filoni, Drew Z. Greenberg                  | 30 kwietnia 2010     | 2 września 2010  | 2.22 |
| Po przeczesaniu dolnych poziomów Coruscant, Ahsoka i Plo Koon ścigają młodego zbiega aż na Florrum, gdzie następuje ich konfrontacja. |                                                            |                       |                                                 |                      |                  |      |

## Sezon 3
| 1(45) | Klony kadeci Clone Cadets                        | Dave Filoni           | Cameron Litvack                                   | 17 września 2010     | 7 kwietnia 2011  | 3.01 |
| Pięć twardogłowych klonów stara się ukończyć trening na Kamino. Ci kadeci – Hevy, Cutup, Droidbat, Fives i Echo – wydają się być nieudaną partią, niezdolną do działania w grupie. Podczas gdy Shaak Ti oraz instruktorzy Bric i El-Les dyskutują o losie kadetów, klony uczą się wspólnej pracy i akceptowania swego przeznaczenia jako bycia żołnierzem.                                                                                         |                                                  |                       |                                                   |                      |                  |      |
| 2(46) | Żołnierze ARC ARC Troopers                       | Kyle Dunlevy          | Cameron Litvack                                   | 17 września 2010     | 7 kwietnia 2011  | 3.02 |
| Republika dowiaduje się o nadchodzącym ataku Separatystów na Kamino, a Anakin i Obi-Wan spieszą w kierunku planety. Gdy Republika odpiera atak dywersyjny, rozpoczyna się prawdziwa bitwa. Asajj Ventress, generał Grievous wraz z armią droidów wyłaniają się spod powierzchni oceanu, z zamiarem zniszczenia kompleksów produkcji klonów. Rex, Cody, Fives i Echo prowadzą klony podczas desperackiej obrony ich rodzinnej planety.              |                                                  |                       |                                                   |                      |                  |      |
| 3(47) | Linie wsparcia Supply Lines                      | Brian Kalin O’Connell | Steven Melching, Eoghan Mahony, Drew Z. Greenberg | 24 września 2010     | 14 kwietnia 2011 | 3.03 |
| Ryloth jest w stanie oblężenia. Uwięziony na powierzchni, mistrz Jedi Di, atakuje pobliskie oddziały z pomocą Chama Syndulli. Zdesperowana by ich ocalić, Rada Jedi wysyła senatora Baila Organę i reprezentanta Jar Jara Binksa na planetę Toydarię, gdzie muszą przekonać neutralnego regenta, króla Katuunko, by ten wysłał wsparcie. |                                                  |                       |                                                   |                      |                  |      |
| 4(48) | Strefa wpływów Sphere of Influence               | Kyle Dunlevy          | Katie Lucas, Steven Melching, Drew Z. Greenberg   | 1 października 2010  | 14 kwietnia 2011 | 3.04 |
| Rodzina przewodniczącego Papanoidy zostaje porwana i trzymana dla okupu. Ahsoka Tano musi połączyć siły z senator z Pantory, Riyo Chuchi, by pomóc nowemu przewodniczącemu w odzyskaniu bliskich, zanim Federacja Handlowa zbyt mocno wpłynie na przyszłość jego planety. |                                                  |                       |                                                   |                      |                  |      |
| 5(49) | Korupcja Corruption                              | Giancarlo Volpe       | Cameron Litvack                                   | 8 października 2010  | 21 kwietnia 2011 | 3.05 |
| Padmé, podczas dyplomatycznej misji na Mandalorze, gwarantuje pacyfistycznej planecie pełną ochronę ze strony Republiki, lecz po pewnym czasie ona i Satine odkrywają coś złowieszczego kryjącego się pod spokojną powierzchnią planety. |                                                  |                       |                                                   |                      |                  |      |
| 6(50) | Akademia The Academy                             | Giancarlo Volpe       | Cameron Litvack                                   | 15 października 2010 | 21 kwietnia 2011 | 3.06 |
| Ahsoka została przydzielona, by uczyć klasę w akademii kadetów na Mandalorze. Wkrótce, po jej przybyciu, gorliwy bratanek księżnej Satine i jego koledzy z klasy odkrywają nikczemny spisek. |                                                  |                       |                                                   |                      |                  |      |
| 7(51) | Zabójca Assassin                                 | Kyle Dunlevy          | Katie Lucas, Drew Z. Greenberg                    | 22 października 2010 | 28 kwietnia 2011 | 3.07 |
| Po dostaniu zadania chronienia senator Padmé Amidali w drodze na Alderaan, padawankę Ahsokę Tano zaczynają nawiedzać wizje niedawno zmarłej łowczyni nagród Aurry Sing. |                                                  |                       |                                                   |                      |                  |      |
| 8(52) | Złowrogie plany Evil Plans                       | Brian Kalin O’Connell | Steve Mitchell, Craig Van Sickle                  | 5 listopada 2010     | 28 kwietnia 2011 | 3.08 |
| Podczas codziennych zakupów na Coruscant, C-3PO zostaje porwany przez Cada Bane'a. Łowca szuka planów budynku Senatu i wkrótce okazuje się, że droidy służą jako narzędzia w planie, którego nie rozumieją. |                                                  |                       |                                                   |                      |                  |      |
| 9(53) | Polowanie na Ziro Hunt for Ziro                  | Steward Lee           | Steve Mitchell, Craig Van Sickle                  | 12 listopada 2010    | 5 maja 2011      | 3.09 |
| Cad Bane uwolnił Ziro z więzienia i teraz Rada Huttów żąda, by ten ujawnił, gdzie ukrył ważne – i odrażające – informacje. Ziro dokonuje kolejnej, śmiałej ucieczki z pomocą Sy Snootles, a Bane podąża jego tropem – lecz nie tylko on. Jedi Obi-Wan Kenobi i Quinlan Vos również muszą go znaleźć. Rozpoczyna się wyścig, by dopaść Ziro, zanim będzie za późno.                                                                                 |                                                  |                       |                                                   |                      |                  |      |
| 10(54) | Bohaterowie po obu stronach Heroes on Both Sides | Steward Lee           | Daniel Arkin                                      | 19 listopada 2010    | 5 maja 2011      | 3.10 |
| Gdy Senat rozpoczyna debatę nad ustawą, która zlikwidowałaby rządową kontrolę nad poczynaniami Klanu Bankowego, Padmé i Ahsoka w tajemnicy podróżują do stolicy Konfederacji Niezależnych Systemów, w próbie ustalenia traktatu pokojowego z Separatystami. |                                                  |                       |                                                   |                      |                  |      |
| 11(55) | Walka o pokój Pursuit of Peace                   | Duwayne Dunham        | Daniel Arkin                                      | 3 grudnia 2010       | 12 maja 2011     | 3.11 |
| Padmé, Bail Organa i Onaconda Farr starają się zebrać senatorów, by głosowali przeciwko ustawie, która przeznaczyłaby fundusze na miliony nowych klonów, ale miałaby katastrofalne skutki finansowe dla Republiki. Jednakże ich opozycja sprawia, że wkrótce stają się celem szantażów i ataków najemników. |                                                  |                       |                                                   |                      |                  |      |
| 12(56) | Siostry nocy Nightsisters                        | Giancarlo Volpe       | Katie Lucas                                       | 7 stycznia 2011      | 12 maja 2011     | 3.12 |
| Darth Sidious, zaniepokojony rosnącą potęgą Ventress w ciemnej stronie Mocy, rozkazuje Dooku ją wyeliminować. Gdy Asajj przeżywa próbę zabójstwa, przyrzeka powziąć zemstę, wciągając do spisku swoje krewne -- Siostry Nocy z Dathomiry. |                                                  |                       |                                                   |                      |                  |      |
| 13(57) | Potwór Monster                                   | Kyle Dunlevy          | Katie Lucas                                       | 14 stycznia 2011     | 19 maja 2011     | 3.13 |
| Kiedy hrabia Dooku kontaktuje się z Siostrami Nocy, szukając zamiennika dla Ventress, ona i Siostry szukają możliwości, by się zemścić. Ventress podróżuje do odległego zakątka Dathomiry, gdzie żyją mężczyźni, i szuka pośród nich najbrutalniejszego i najpotężniejszego wojownika. Dzięki swoim czarom, Siostry Nocy przemieniają Savage’a Opressa w potwornego zabójcę, stworzonego po to, by zwrócił się przeciwko swojemu nowemu mistrzowi. |                                                  |                       |                                                   |                      |                  |      |
| 14(58) | Wiedźmy Mgły Witches of the Mist                 | Giancarlo Volpe       | Katie Lucas                                       | 21 stycznia 2011     | 19 maja 2011     | 3.14 |
| Anakin i Obi-Wan zostają wysłani w celu wytropienia tajemniczej postaci odpowiedzialnej za zabicie kilku Jedi. Wkrótce znajdują ślad potwornego ucznia, którego stworzyła Ventress: Savage’a Opressa. Jednakże Dooku i Asajj odkrywają, że ów uczeń ma także wolną wolę… |                                                  |                       |                                                   |                      |                  |      |
| 15(59) | Władcy Overlords                                 | Stevard Lee           | Christian Taylor                                  | 28 stycznia 2011     | 26 maja 2011     | 3.15 |
| Tajemnicza siła sprowadza Anakina, Obi-Wana i Ahsokę na odległą planetę i do jej mieszkańców – rodziny szczególnie biegłej w Mocy – aby ustalić, czy Anakin rzeczywiście jest Wybrańcem. |                                                  |                       |                                                   |                      |                  |      |
| 16(60) | Ołtarz Mortis Altar of Mortis                    | Brian Kallin O’Connel | Christian Taylor                                  | 4 lutego 2011        | 26 maja 2011     | 3.16 |
| Nim Jedi będą mogli opuścić Mortis, Syn porywa Ahsokę w próbie przeciągnięcia Anakina na swoją stronę i użycia ich połączonej siły do obalenia Ojca i Córki. Tymczasem Ojciec próbuje zapobiec katastrofalnemu pojedynkowi swoich dzieci i zachować niezwykle delikatną równowagę planety. |                                                  |                       |                                                   |                      |                  |      |
| 17(61) | Duchy Mortis Ghosts of Mortis                    | Steward Lee           | Christian Taylor                                  | 11 lutego 2011       | 2 czerwca 2011   | 3.17 |
| Jedi nadal są pozostawieni sami sobie na Mortis, a Syn, wraz z Ciemną Stroną Mocy, ponawia swoje wysiłki mające na celu przeciągnięcie Anakina na swoją stronę w chwili, gdy Rycerze szykują się do ostatecznej konfrontacji. |                                                  |                       |                                                   |                      |                  |      |
| 18(62) | Cytadela The Citadel                             | Kyle Dunlevy          | Matt Michnovetz                                   | 18 lutego 2011       | 2 czerwca 2011   | 3.18 |
| Z pomocą R2-D2 i drużyny pochwyconych droidów bojowych, elitarny oddział Jedi i żołnierzy-klonów, dowodzony przez Obi-Wana Kenobiego i Anakina, stara się uwolnić pochwyconego generała Evena Piella z niezdobytego więzienia. |                                                  |                       |                                                   |                      |                  |      |
| 19(63) | Kontratak Counterattack                          | Brian Kalin O’Connell | Matt Michnovetz                                   | 4 marca 2011         | 9 czerwca 2011   | 3.19 |
| Po uwolnieniu więźniów Anakin i Obi-Wan rozpaczliwie próbują znaleźć drogę ucieczki z Cytadeli, lecz przeszkadza im w tym okrutny strażnik, który za wszelką cenę chce ich powstrzymać. Więzienie ma jednak więcej pułapek, niebezpiecznych miejsc i wilczych dołów, niż sobie to wyobrażali i muszą nauczyć się nie zważać na dzielące ich różnice, jeśli chcą uciec.                                                                             |                                                  |                       |                                                   |                      |                  |      |
| 20(64) | Ratunek z Cytadeli Citadel Rescue                | Stevard Lee           | Matt Michnovetz                                   | 11 marca 2011        | 9 czerwca 2011   | 3.20 |
| Po tym, jak statek, będący jedyną drogą ucieczki z planety, został zniszczony, Anakin i Obi-Wan muszą przeprowadzić uwolnionych więźniów przez niebezpieczne tereny Loli Sayu i czekać na odsiecz Plo Koona, który dowodzi siłami uderzeniowymi. |                                                  |                       |                                                   |                      |                  |      |
| 21(65) | Zaginiony Padawan Padawan Lost                   | Dave Filoni           | Bonnie Mark                                       | 1 kwietnia 2011      | 16 czerwca 2011  | 3.21 |
| Ahsoka zostaje złapana na trandoshańskim księżycu i, jako ofiara, ma wziąć udział w okrutnych łowach. |                                                  |                       |                                                   |                      |                  |      |
| 22(66) | Polowanie na Wookiee Wookiee Hunt                | Dave Filoni           | Bonnie Mark                                       | 1 kwietnia 2011      | 16 czerwca 2011  | 3.22 |
| Gdy Ahsoka i jej towarzysze starają się uniknąć trandoshańskich łowców, pojawia się nieoczekiwany pomocnik – schwytany Wookiee, Chewbacca. |                                                  |                       |                                                   |                      |                  |      |

## Sezon 4
| 1(67) | Wodna wojna Water War                       | Duwayne Dunham        | Jose Molina                      | 16 września 2011     | 9 kwietnia 2012  | 4.01 |
| Gdy król Kalamara zostaje zamordowany, rozmowy między współmieszkańcami planety, Kalamarianami i Quarrenami, załamują się. Aby powstrzymać wojnę domową, Republika wysyła Padmé Amidalę i Anakina Skywalkera, lecz bez ich wiedzy Quarrenowie sprzymierzyli się z Separatystami. Teraz Jedi muszą chronić przed atakami nowego przywódcę Kalamara, młodego księcia Lee-Chara. |                                             |                       |                                  |                      |                  |      |
| 2(68) | Atak Gungan Gungan Attack                   | Brian Kalin O’Connell | Jose Molina                      | 16 września 2011     | 10 kwietnia 2012 | 4.02 |
| Jedi zostają uwięzieni na planecie przez nieprzerwane ataki Separatystów. Czy Gunganie uratują sytuację? |                                             |                       |                                  |                      |                  |      |
| 3(69) | Więźniowie Prisoners                        | Danny Keller          | Jose Molina                      | 23 września 2011     | 11 kwietnia 2012 | 4.03 |
| Rzekomo pokonana przez nacierające siły Separatystów, Republika pokłada swą ostatnią nadzieję w padawance i księciu. |                                             |                       |                                  |                      |                  |      |
| 4(70) | Cień wojownika Shadow Warrior               | Brian Kalin O’Connell | Daniel Arkin                     | 30 września 2011     | 12 kwietnia 2012 | 4.04 |
| Czy Jar Jar może pokonać inwazję Separatystów dowodzoną przez złego generała Grievousa? |                                             |                       |                                  |                      |                  |      |
| 5(71) | Misja litości Mercy Mission                 | Brian Kalin O’Connell | Brian Larsen, Drew Z. Greenberg  | 7 października 2011  | 13 kwietnia 2012 | 4.05 |
| Po trzęsieniach ziemi na zniszczoną planetę Aleen przybywają z pomocą siły Republiki w tym R2-D2 i C-3PO. Kiedy prośby mieszkańców planety nie odbijają się echem dwa droidy biorą jako swój obowiązek wyprawę podziemiami Aleen, by uratować go przed zagładą. |                                             |                       |                                  |                      |                  |      |
| 6(72) | Droidy Nomadzi Nomad Droids                 | Steward Lee           | Steve Mitchell, Craig Van Sickle | 14 października 2011 | 16 kwietnia 2012 | 4.06 |
| Dalszy ciąg przygód C-3PO i R2-D2, na których niebezpieczeństwo czyha na każdym kroku. Zmuszone do ucieczki w Y-wingu przed atakiem Separatystów, droidy odwiedzają niezwykłą planetę Balnab, na której mieszka lud Patitów. Trafiają też na wojenny okręt piratów, gdzie zmuszone są walczyć na arenie gladiatorów.                                                          |                                             |                       |                                  |                      |                  |      |
| 7(73) | Ciemność w Umbarze Darkness on Umbara       | Steward Lee           | Matt Michnovetz                  | 28 października 2011 | 17 kwietnia 2012 | 4.07 |
| Gdy Anakin jest zmuszony czasowo przekazać dowodzenie nad swoimi klonami nowemu przywódcy, Jedi Pongowi Krellowi, napięcie rośnie, gdy żołnierzom zostaje przydzielone zadanie zdobycia stolicy Umbary. |                                             |                       |                                  |                      |                  |      |
| 8(74) | Generał The General                         | Walter Murch          | Matt Michnovetz                  | 4 listopada 2011     | 18 kwietnia 2012 | 4.08 |
| Generał Krell rozkazuje kapitanowi Reksowi i jego żołnierzom z 501 Legionu zdobycie silnie ufortyfikowanej bazy lotniczej należącej do Umbaran i oczekuje jedynie zwycięstwa. Jest to niemalże misja samobójcza, chyba że klony wykorzystają swą pomysłowość. |                                             |                       |                                  |                      |                  |      |
| 9(75) | Różnica zdań Plan of Dissent                | Kyle Dunlevy          | Matt Michnovetz                  | 11 listopada 2011    | 19 kwietnia 2012 | 4.09 |
| Gdy Republika zdobywa bazę lotniczą należącą do Umbaran, generał Krell rozkazuje Reksowi i jego ludziom pomaszerować na silnie ufortyfikowaną stolicę. Sklonowani żołnierze zdają sobie sprawę, że istnieje lepszy plan, dlatego ignorują rozkazy i przeprowadzają tajną operację.                                                                                            |                                             |                       |                                  |                      |                  |      |
| 10(76) | Masakra Krella Carnage of Krell             | Kyle Dunlevy          | Matt Michnovetz                  | 18 listopada 2011    | 20 kwietnia 2012 | 4.10 |
| Dwóch ludzi Reksa stoi w obliczu egzekucji za zignorowanie rozkazów, dlatego kapitan musi zmierzyć się ze swoim agresywnym dowódcą, generałem Pongiem Krellem. Ryzykując wznieceniem buntu, Rex musi dokonać mrocznego wyboru, gdy wyłania się prawdziwa twarz wroga. |                                             |                       |                                  |                      |                  |      |
| 11(77) | Porwanie Kidnapped                          | Kyle Dunlevy          | Henry Gilroy, Steve Melching     | 25 listopada 2011    | 23 kwietnia 2012 | 4.11 |
| Zygerriańscy łowcy niewolników stoją za nagłym zniknięciem wszystkich mieszkańców planety Kiros. Gdy Anakin i Ahsoka śpieszą, by rozbroić serię bomb pozostawionych przez handlarzy niewolników, Obi-Wan musi stoczyć pojedynek z ich przywódcą. |                                             |                       |                                  |                      |                  |      |
| 12(78) | Niewolnicy Republiki Slaves of the Republic | Brian Kalin O’Connell | Henry Gilroy, Steve Melching     | 2 grudnia 2011       | 24 kwietnia 2012 | 4.12 |
| Aby zlokalizować zagubionych kolonistów, Anakin, Obi-Wan i Ahsoka w przebraniu infiltrują handlarzy niewolników na Zygerrii. Anakin zmaga się ze swoimi emocjami, gdy przebiegła królowa zmusza go do podejmowania dyskusyjnych decyzji, dzięki którym będzie mógł wykonać swoją misję.                                                                                       |                                             |                       |                                  |                      |                  |      |
| 13(79) | Ucieczka z Kadavo Escape from Kadavo        | Dany Keller           | Henry Gilroy                     | 6 stycznia 2012      | 25 kwietnia 2012 | 4.13 |
| Anakin stara się przekonać zygerriańską królową, że sama jest niewolnicą i pionkiem w złowieszczym spisku Separatystów. W tym samym czasie Obi-Wan trudzi się w obozie pracy na Kadavo, a jego ponura sytuacja staje się coraz gorsza. |                                             |                       |                                  |                      |                  |      |
| 14(80) | Przyjaciel w potrzebie A Friend in Need     | Dave Filoni           | Christian Taylor                 | 13 stycznia 2012     | 26 kwietnia 2012 | 4.14 |
| Konferencja pokojowa pomiędzy delegatami Republiki i Separatystów zostaje przerwana przez Luksa Bonteriego, syna nieżyjącej senator Konfederacji. Wciąga on Ahsokę w niebezpieczne poszukiwania sprawiedliwości za śmierć swojej matki. |                                             |                       |                                  |                      |                  |      |
| 15(81) | Oszustwo Deception                          | Kyle Dunlevy          | Brent Friedman                   | 20 stycznia 2012     | 27 kwietnia 2012 | 4.15 |
| Gdy Jedi dowiadują się o spisku Separatystów, mającym na celu porwanie Kanclerza Palpatine’a, jeden z nich musi zejść do podziemia, by wydobyć informacje od konspiratorów. |                                             |                       |                                  |                      |                  |      |
| 16(82) | Przyjaciele i wrogowie Friends and Enemies  | Bosco Ng              | Brent Friedman                   | 27 stycznia 2012     | 30 kwietnia 2012 | 4.16 |
| Przebrany Obi-Wan, Cad Bane oraz Moralo Eval lecą przez galaktykę i są poszukiwanymi zbiegami, za którymi podążają Anakin i Ahsoka. Nie mają oni pojęcia, że ścigają przyjaciela. |                                             |                       |                                  |                      |                  |      |
| 17(83) | Pudełko The Box                             | Brian Kalin O’Connell | Brent Friedman                   | 3 lutego 2012        | 1 maja 2012      | 4.17 |
| Przebrany Obi-Wan towarzyszy Moralo Evalovi i Cadowi Bane’owi w drodze na Serenno, gdzie zapisują się do brutalnego konkursu wraz z innymi łowcami nagród z całej galaktyki, aby zdecydować kto weźmie udział w spisku mającym na celu porwanie Palpatine’a. |                                             |                       |                                  |                      |                  |      |
| 18(84) | Kryzys na Naboo Crisis on Naboo             | Danny Keller          | Brent Friedman                   | 10 lutego 2012       | 2 maja 2012      | 4.18 |
| Kanclerz podróżuje na Naboo w otoczeniu Rycerzy Jedi, by przewodniczyć publicznej ceremonii. Dooku i jego łowcy nagród - w tym też przebrany Obi-Wan - rozpoczynają swój plan dotyczący porwania Palpatine’a. |                                             |                       |                                  |                      |                  |      |
| 19(85) | Masakra Massacre                            | Steward Lee           | Katie Lucas                      | 24 lutego 2012       | 3 maja 2012      | 4.19 |
| Hrabia Dooku jest zdeterminowany, by zemścić się na Siostrach Nocy za ich zdradę. Generał Grievous atakuje posługujące się magią wiedźmy z pomocą swoich zrobotyzowanych sił. Matka Talzin i Asajj Ventress dowodzą obroną, przywołując całą mroczną potęgę, jaką dysponują.                                                                                                  |                                             |                       |                                  |                      |                  |      |
| 20(86) | Nagroda Bounty                              | Kyle Dunlevy          | Katie Lucas                      | 2 marca 2012         | 4 maja 2012      | 4.20 |
| Nie posiadająca życiowego celu Asajj Ventress dołącza do ekipy łowców nagród pod przewodnictwem Boby Fetta. Na obcym świecie podejmują się ryzykownej, lecz zyskownej misji, która przetestuje ich umiejętności i siłę charakteru Asajj. |                                             |                       |                                  |                      |                  |      |
| 21(87) | Bracia Brothers                             | Bosco Ng              | Katie Lucas                      | 9 marca 2012         | 7 maja 2012      | 4.21 |
| Mroczny wojownik Savage Opress odbywa podróż mającą na celu znalezienie jego dawno zaginionego brata. Czy Darth Maul rzeczywiście może żyć, po dziesięciu latach od straszliwej rany, jaką zadało mu ostrze Obi-Wana Kenobiego? Savage podróżuje do głębi pokrętnej planety, by odnaleźć to, co zostało z Lorda Sithów.                                                       |                                             |                       |                                  |                      |                  |      |
| 22(88) | Zemsta Revenge                              | Brian Kalin O’Connell | Katie Lucas                      | 16 marca 2012        | 8 maja 2012      | 4.22 |
| Savage i Maul, znowu razem, ścigają Obi-Wana, chcąc dokonać na nim zemsty. Rycerz Jedi zmuszony jest zjednoczyć siły z niespodziewanym sprzymierzeńcem, aby pokonać śmiercionośnych braci. |                                             |                       |                                  |                      |                  |      |

## Sezon 5
| 1(89) | Odrodzenie Revival                                       | Steward Lee            | Chris Collins    | 29 września 2012     | 15 kwietnia 2013 | 5.01 |
| Napędzani rządzą zemsty i gniewem, zjednoczeni na nowo bracia Savage Opress i Maul rozsiewają terror i przemoc po galaktyce. Gdy sithańscy bracia siłą rekrutują Honda Ohnakę i jego piratów, Obi-Wan Kenobi i Adi Gallia ruszają za nimi w pościg, który prowadzi do śmiertelnej konfrontacji.             |                                                          |                        |                  |                      |                  |      |
| 2(90) | Wojna na dwóch frontach A War on Two Fronts              | Dave Filoni            | Chris Collins    | 6 października 2012  | 16 kwietnia 2013 | 5.02 |
| Anakin, Obi-Wan, Ahsoka i Rex podróżują na Onderon, świat znajdujący się pod kontrolą Separatystów. Tam będą trenować grupę powstańców - w tym Luksa Bonteriego - aby pomóc im odbić stolicę, Iziz, z rąk fałszywego króla.                                                                                 |                                                          |                        |                  |                      |                  |      |
| 3(91) | Przodownicy Front Runners                                | Steward Lee            | Chris Collins    | 13 października 2012 | 17 kwietnia 2013 | 5.03 |
| Nadzorowani przez Ahsokę, rebelianci z Onderonu infiltrują stolicę i przeprowadzają serię ataków na cele rozsiane po całym mieście. Gdy sprzymierzony z Separatystami król ulega coraz większej presji, by poradzić sobie z rosnącymi siłami rebelii, buntownicy wybierają nowego przywódcę.                |                                                          |                        |                  |                      |                  |      |
| 4(92) | Miękka wojna The Soft War                                | Kyle Dunlevy           | Chris Collins    | 20 października 2012 | 18 kwietnia 2013 | 5.04 |
| Po próbie uratowania prawdziwego króla Onderonu, Ramsisa Dendupa, przez rebeliantów, na scenie pojawia się nieoczekiwany sojusznik, który powstrzymuje egzekucję monarchy i wspomaga sprawę buntowników. |                                                          |                        |                  |                      |                  |      |
| 5(93) | Punkty krytyczne Tipping Points                          | Bosco Ng               | Chris Collins    | 27 października 2012 | 19 kwietnia 2013 | 5.05 |
| Gdy Onderon zostaje uwikłany w inwazję na pełną skalę, rebelianci zadają krytyczny cios sprzymierzonemu z Separatystami królowi. Niestety, za takie zwycięstwa trzeba zapłacić wysoką cenę. |                                                          |                        |                  |                      |                  |      |
| 6(94) | Zgromadzenie The Gathering                               | Kyle Dunlevy           | Christian Taylor | 3 listopada 2012     | 22 kwietnia 2013 | 5.06 |
| Ahsoka eskortuje grupę młodzików na Ilum, gdzie będą pobierały nauki od Yody i przejdą ważny rytuał inicjacji: konstrukcję swoich mieczy świetlnych. Będą zmagać się zarówno z fizycznymi, jak i duchowymi wyzwaniami, gdy staną twarzą w twarz z niebezpiecznym zadaniem, które je czeka.                  |                                                          |                        |                  |                      |                  |      |
| 7(95) | Test siły A Test of Strength                             | Bosco Ng               | Christian Taylor | 10 listopada 2012    | 23 kwietnia 2013 | 5.07 |
| Gdy młodziki wracają z Ilum wraz z Ahsoką, ich statek zostaje zaatakowany przez piracki gang Honda. Dzieci muszą użyć pomysłowych i zaimprowizowanych pułapek, by powstrzymać bandytów. |                                                          |                        |                  |                      |                  |      |
| 8(96) | Na ratunek Bound for Rescue                              | Brian Kallin O’Connell | Christian Taylor | 17 listopada 2012    | 24 kwietnia 2013 | 5.08 |
| Ahsoka zostaje porwana przez piratów Honda, więc mlodziki współpracują, by zinfiltrować ich kryjówkę, używając swojej inteligentji i odwagi, by zmylić Ohnakę i rozpocząć śmiałą akcję ratunkową. |                                                          |                        |                  |                      |                  |      |
| 9(97) | Niezbędna więź A Necessary Bond                          | Danny Keller           | Christian Taylor | 24 listopada 2012    | 25 kwietnia 2013 | 5.09 |
| Gdy generał Grievous rozpoczyna inwazję na pełną skalę, której celem jest baza piratów na Florrumie, Ahsoka i młodziki walczą ramię w ramię z Hondem i członkami jego gangu, by odeprzeć siły Separatystów.                                                                                                 |                                                          |                        |                  |                      |                  |      |
| 10(98) | Sekretne bronie Secret Weapons                           | Danny Keller           | Brent Friedman   | 1 grudnia 2012       | 26 kwietnia 2013 | 5.10 |
| R2-D2 dołącza do grupy republikańskich droidów wybranych do przeprowadzenia ważnej misji, dowodzonej przez malutkiego pułkownika Gascona. Ich celem jest zdobycie modułu szyfrującego z pancernika Separatystów. Droidy muszą pokonać wiele trudnych przeszkód, by osiągnąć sukces w tym kluczowym zadaniu. |                                                          |                        |                  |                      |                  |      |
| 11(99) | Słoneczny dzień w pustce A Sunny Day in the Void         | Kyle Dunlevy           | Brent Friedman   | 8 grudnia 2012       | 29 kwietnia 2013 | 5.11 |
| Gdy kometa uszkadza wahadłowiec R2-D2, porucznika Gascona i reszty droidów, załoga rozbija się na opuszczonej planecie, gdzie musi przebyć przez oszałamiająco wielką pustą przestrzeń w celu wykonania swojej misji.                                                                                       |                                                          |                        |                  |                      |                  |      |
| 12(100) | Zaginiony w akcji Missing in Action                      | Steward Lee            | Brent Friedman   | 5 stycznia 2013      | 30 kwietnia 2013 | 5.12 |
| W niemalże wyludnionym mieście R2-D2 i jego towarzysze znajdują klona-komandosa cierpiącego na amnezję. |                                                          |                        |                  |                      |                  |      |
| 13(101) | Punkt bez powrotu Point of No Return                     | Bosco Ng               | Brent Friedman   | 12 stycznia 2013     | 1 maja 2013      | 5.13 |
| R2-D2 i jego drużyna muszą powstrzymać sabotowany krążownik Jedi przed przerwaniem niezwykle ważnej konferencji Republiki. |                                                          |                        |                  |                      |                  |      |
| 14(102) | Eminencja Eminence                                       | Kyle Dunlevy           | Chris Collins    | 19 stycznia 2013     | 2 maja 2013      | 5.14 |
| Savage i Maul formują przymierze ze Strażą Śmierci, by dopaść wspólnego wroga: Obi-Wana Kenobiego. |                                                          |                        |                  |                      |                  |      |
| 15(103) | Odcienie rozsądku Shades of Reason                       | Bosco Ng               | Chris Collins    | 26 stycznia 2013     | 3 maja 2013      | 5.15 |
| Sithowie i Straż Śmierci, dzięki wsparciu kryminalnego podziemia, rozpoczynają atak na Mandalorę. |                                                          |                        |                  |                      |                  |      |
| 16(104) | Bezprawny The Lawless                                    | Brian Kalin O’Connell  | Chris Collins    | 2 lutego 2013        | 6 maja 2013      | 5.16 |
| Darth Maul używa księżnej Satine jako przynęty, by wciągnąć Obi-Wana w pułapkę. |                                                          |                        |                  |                      |                  |      |
| 17(105) | Sabotaż Sabotage                                         | Brian Kallin O’Connell | Charles Murray   | 9 lutego 2013        | 7 maja 2013      | 5.17 |
| Anakin i Ahsoka badają sprawę śmiercionośnego bombardowania, do którego doszło w Świątyni Jedi. |                                                          |                        |                  |                      |                  |      |
| 18(106) | Jedi, która wiedziała za dużo The Jedi Who Knew Too Much | Danny Keller           | Charles Murray   | 16 lutego 2013       | 8 maja 2013      | 5.18 |
| Gdy wojsko Republiki przejmuje sprawę bombardowania w Świątyni Jedi, Ahsoka zaczyna nie zgadzać się z admirałem Tarkinem. |                                                          |                        |                  |                      |                  |      |
| 19(107) | Pochwycić Jedi To Catch a Jedi                           | Kyle Dunlevy           | Charles Murray   | 23 lutego 2013       | 9 maja 2013      | 5.19 |
| Ścigana Ahsoka ucieka w przestępcze otchłanie Coruscant. |                                                          |                        |                  |                      |                  |      |
| 20(108) | Niewłaściwa Jedi The Wrong Jedi                          | Dave Filoni            | Charles Murray   | 2 marca 2013         | 10 maja 2013     | 5.20 |
| Podczas procesu, oskarżona o morderstwo Ahsoka staje naprzeciw swemu największemu wyzwaniu. |                                                          |                        |                  |                      |                  |      |

## Sezon 6
| 1(109) | Nieznany The Unknown                         | Bosco Ng              | Katie Lucas         | 15 lutego 2014 | 12 grudnia 2015 | 6.01 |
| Żołnierz-klon Tup zapada na tajemniczą chorobę psychiczną, która prowadzi do szokującej śmierci mistrzyni Jedi. Ponieważ nie potrafi uzasadnić swoich morderczych czynów, Tup zostaje zabrany z powrotem na Kamino w celu zbadania. Anakin i żołnierz ARC Fives towarzyszą mu, lecz ich grupa wpada w pułapkę Separatystów.                                                                        |                                              |                       |                     |                |                 |      |
| 2(110) | Konspiracja Conspiracy                       | Brian Kalin O’Connell | Katie Lucas         | 15 lutego 2014 | 12 grudnia 2015 | 6.02 |
| W sterylnych laboratoriach na Kamino chory żołnierz-klon Tup i jego przyjaciel Fives zostają poddani kwarantannie i przebadani po szokującym morderstwie dokonanym przez Tupa na mistrzyni Jedi. Z pomocą droida medycznego AZI-3, Fives decyduje się na dogłębne zbadanie stanu Tupa i odkrywa sekret ukryty głęboko w republikańskim programie klonowania.                                       |                                              |                       |                     |                |                 |      |
| 3(111) | Uciekinier Fugitive                          | Danny Keller          | Katie Lucas         | 15 lutego 2014 | 12 grudnia 2015 | 6.03 |
| Żołnierz-klon Tup ma zostać zabrany na Coruscant, gdzie mają go dogłębne zbadać osobiści lekarze Najwyższego Kanclerza. Żołnierz ARC Fives łamie protokół i ignoruje rozkaz w celu znalezienia odpowiedzi i odkrywa, że w mózgach wszystkich klonów znajduje się organiczny konstrukt o niewiadomym przeznaczeniu.                                                                                 |                                              |                       |                     |                |                 |      |
| 4(112) | Rozkazy Orders                               | Kyle Dunlevy          | Katie Lucas         | 15 lutego 2014 | 12 grudnia 2015 | 6.04 |
| Fives nadal szuka odpowiedzi dotyczących tajemniczego zanieczyszczenia w ciałach klonów i umawia się na audiencję z Najwyższym Kanclerzem Palpatine’em. Lecz wszystko szybko się wali, gdy zostaje oskarżony o zaatakowanie przywódcy Republiki i musi uciekać w głębiny Coruscant, ścigany przez innych żołnierzy-klonów.                                                                         |                                              |                       |                     |                |                 |      |
| 5(113) | Stary przyjaciel An Old Friend               | Brian Kalin O’Connell | Christian Taylor    | 22 lutego 2014 | 12 grudnia 2015 | 6.05 |
| Przebywając na Scipio w celu ufundowania misji pokojowej, Padmé Amidala otrzymuje prośbę o pomoc od swojego starego przyjaciela, Rusha Clovisa, aby odkryła korupcję w Klanie Bankowym. Oboje muszą uciec łowcy nagród Embo, aby opuścić planetę z obciążającą informacją." |                                              |                       |                     |                |                 |      |
| 6(114) | Powstanie Clovisa The Rise of Clovis         | Danny Keller          | Christian Taylor    | 22 lutego 2014 | 12 grudnia 2015 | 6.06 |
| Z powrotem na Coruscant, Clovis - znany zdrajca Republiki - zawiera podejrzany układ, by stać się przywódcą Klanu Bankowego. Rosnąca nieufność Anakina do Clovisa i nienawiść względem niego powodują, że jego relacja z Padmé znacznie się pogarsza. |                                              |                       |                     |                |                 |      |
| 7(115) | Kryzys w sercu Crisis at the Heart           | Steward Lee           | Christian Taylor    | 22 lutego 2014 | 19 grudnia 2015 | 6.07 |
| Po zawarciu układu z Dooku, aby wskrzesić Klan Bankowy, Clovis zostaje pionkiem w grze hrabiego. Ponieważ to on sprowadził wojnę na Scipio, Republika zmuszona jest interweniować. |                                              |                       |                     |                |                 |      |
| 8(116) | Zaginieni, część I The Disappeared, Part I   | Steward Lee           | Jonathan W. Rinzler | 1 marca 2014   | 19 grudnia 2015 | 6.08 |
| Pokojowy świat Bardotta i jego mistyczne zwyczaje są zagrożone przez starożytną przepowiednię, a główni przywódcy duchowi planety zniknęli. Królowa Julia z Bardotty wzywa na pomoc swojego najbardziej zaufanego przyjaciela w senacie, Jar Jara Binksa. Zdając sobie sprawę z ważności duchowej równowagi na Bardotcie, Rada Jedi wysyła Mace’a Windu, aby towarzyszył Binksowi i zbadał sprawę. |                                              |                       |                     |                |                 |      |
| 9(117) | Zaginieni, część II The Disappeared, Part II | Bosco Ng              | Jonathan W. Rinzler | 1 marca 2014   | 19 grudnia 2015 | 6.09 |
| Ukochana Jar Jara Binksa, królowa Julia z planety Bardotta, zostaje porwana przez żądny krwi kult Frangawl w celu wypełnienia starożytnej i mrocznej przepowiedni. Przedstawiciel Binks oraz Mace Windu muszą odnaleźć zaginioną władczynię, zanim kult się wzmocni. |                                              |                       |                     |                |                 |      |
| 10(118) | Zaginiony The Lost One                       | Brian Kalin O’Connell | Christian Taylor    | 1 marca 2014   | 19 grudnia 2015 | 6.10 |
| Mistrzowie Jedi znajdują miecz świetlny należący do dawno zmarłego mistrza Sifo-Dyasa, co skłania Yodę, Obi-Wana Kenobiego i Anakina Skywalkera do rozpoczęcia śledztwa w sprawie jego dziesięcioletniego zaginięcia. Skłania to Dartha Sidiousa do wydania Darthowi Tyranusowi rozkazu, aby zatarł wszelkie ślady, które mogą doprowadzić Jedi do odkrycia prawdy o konspiracji Sithów.           |                                              |                       |                     |                |                 |      |
| 11(119) | Głosy Voices                                 | Danny Keller          | Christian Taylor    | 1 marca 2014   | 19 grudnia 2015 | 6.11 |
| Yoda popada w głęboki niepokój, gdy słyszy w głowie głos zza grobu - głos Qui-Gon Jinna. Wiedząc, że Jedi nie mógł zachować swej osobowości po śmierci, Rada zaczyna się obawiać, że Yoda został skażony wpływem ciemnej strony. Zdeterminowany by znaleźć odpowiedzi, Yoda ucieka ze Świątyni i śledzi bezcielesny głos.                                                                          |                                              |                       |                     |                |                 |      |
| 12(120) | Przeznaczenie Destiny                        | Kyle Dunlevy          | Christian Taylor    | 7 marca 2014   | 19 grudnia 2015 | 6.12 |
| Pozwalając, aby prowadziła go Moc, Yoda podróżuje do serca galaktyki, do starożytnego świata, który jest jednym ze źródeł Mocy i midichlorianów. Mistrz przechodzi przez trudne próby, nałożone na niego przez Pięć Kapłanek, tajemniczych władczyń Mocy, które znają sekret nieśmiertelności. |                                              |                       |                     |                |                 |      |
| 13(121) | Poświęcenie Sacrifice                        | Steward Lee           | Christian Taylor    | 7 marca 2014   | 19 grudnia 2015 | 6.13 |
| Po wielu wyczerpujących próbach, Yoda podróżuje do starożytnej ojczyzny Sithów, Morabandu, gdzie musi stawić czoła antycznemu złu, które chce rządzić galaktyką. |                                              |                       |                     |                |                 |      |

## The Clone Wars Legacy
| 1(122) | Śmierć na Utapau A Death on Utapau                 | Steward Lee           | Daniel Arkin                                 | 25 września 2014 | 25 września 2014 |
| Obi-Wan i Anakin badają sprawę tajemniczej śmierci mistrzyni Jedi na Utapau i odkrywają umowę Separatystów na sprzedaż broni o skali, jakiej jeszcze wcześniej nie widzieli. |                                                    |                       |                                              |                  |                  |
| 2(123) | W poszukiwaniu kryształu In Search of the Crystal  | Bosco Ng              | Daniel Arkin                                 | 25 września 2014 | 25 września 2014 |
| Śledztwo Obi-Wana i Anakina toczy się dalej, gdy pozwalają się schwytać handlarzom broni posiadającym kryształ skupiający o niewypowiedzianej mocy.                          |                                                    |                       |                                              |                  |                  |
| 3(124) | Kryształowy kryzys Crystal Crisis                  | Brian Kalin O’Connell | Daniel Arkin                                 | 25 września 2014 | 25 września 2014 |
| Obi-Wan i Anakin muszą uciec z Utapau z kryształem kyber zanim wytropią ich generał Grievous i jego armia droidów.                                                           |                                                    |                       |                                              |                  |                  |
| 4(125) | Wielkie bum The Big Bang                           | Danny Keller          | Daniel Arkin                                 | 25 września 2014 | 25 września 2014 |
| Obi-Wan i Anakin muszą zrobić wszystko, co w ich mocy, by zapobiec przedostaniu się potężnej broni w ręce generała Grievousa.                                                |                                                    |                       |                                              |                  |                  |
| 5(126) | Parszywa Zgraja The Bad Batch                      | Kyle Dunlevy          | Brent Friedman, Matt Michnovetz              | 17 kwietnia 2015 | 29 kwietnia 2015 |
| Klony starają się odkryć źródło strategii Separatystów... przez co proszą o pomoc elitarny oddział zwany Parszywą Zgrają.                                                    |                                                    |                       |                                              |                  |                  |
| 6(127) | Echo z oddali A Distant Echo                       | Steward Lee           | Brent Friedman, Matt Michnovetz, Dave Filoni | 17 kwietnia 2015 | 29 kwietnia 2015 |
| Rex, Anakin oraz Parszywa Zgraja próbują odkryć prawdę na temat tajemniczego sygnału Separatystów.                                                                           |                                                    |                       |                                              |                  |                  |
| 7(128) | Na skrzydłach keeradaków On the Wings of Keeradaks | Bosco Ng              | Brent Friedman, Matt Michnovetz              | 17 kwietnia 2015 | 29 kwietnia 2015 |
| Rex odnalazł swojego przyjaciela, Echo, w szponach Unii Technokratycznej. Jednakże misja ratunkowa dopiero się rozpoczyna.                                                   |                                                    |                       |                                              |                  |                  |
| 8(129) | Ryzykowna gra Unfinished Business                  | Brian Kalin O’Connell | Brent Friedman, Matt Michnovetz              | 17 kwietnia 2015 | 29 kwietnia 2015 |
| Echo opracowuje plan, aby raz na zawsze zażegnać zagrożenie ze strony Separatystów na Anaxes. Gdzie jednak leży jego lojalność?                                              |                                                    |                       |                                              |                  |                  |

## Sezon 7
| 1(126) | Parszywa Zgraja The Bad Bach                           | Kyle Dunlevy                      | Matt Michnovetz, Brent Friedman              | 21 lutego 2020   | 21 lutego 2020   | 7.01 |
| Klony starają się odkryć źródło strategii Separatystów... przez co proszą o pomoc elitarny oddział zwany Parszywą Zgrają.                              |                                                        |                                   |                                              |                  |                  |      |
| 2(127) | Echo z oddali A Distant Echo                           | Steward lee                       | Matt Michnovetz, Brent Friedman, Dave Filoni | 28 lutego 2020   | 28 lutego 2020   | 7.02 |
| Rex, Anakin oraz Parszywa Zgraja próbują odkryć prawdę na temat tajemniczego sygnału Separatystów.                                                     |                                                        |                                   |                                              |                  |                  |      |
| 3(128) | Na skrzydłach keeradaków On the Wings of Keeradaks     | Bosco Ng                          | Matt Michnovetz, Brent Friedman              | 6 marca 2020     | 6 marca 2020     | 7.03 |
| Rex odnalazł swojego przyjaciela, Echo, w szponach Unii Technokratycznej. Jednakże misja ratunkowa dopiero się rozpoczyna.                             |                                                        |                                   |                                              |                  |                  |      |
| 4(129) | Ryzykowna gra Unfinished Business                      | Brian Kalin O’Connel              | Matt Michnovetz, Brent Friedman              | 13 marca 2020    | 13 marca 2020    | 7.04 |
| Echo opracowuje plan, aby raz na zawsze zażegnać zagrożenie ze strony Separatystów na Anaxes. Gdzie jednak leży jego lojalność?                        |                                                        |                                   |                                              |                  |                  |      |
| 5(130) | Na obcej ziemi Gone with a Trace                       | Saul Ruiz, Kyle Dunlevy           | Dave Filoni, Charles Murray                  | 20 marca 2020    | 20 marca 2020    | 7.05 |
| Ahsoka Tano, niebędąca już częścią Zakonu Jedi, trafia na niższe poziomy Coruscant.                                                                    |                                                        |                                   |                                              |                  |                  |      |
| 6(131) | Zerwana umowa Deal No Deal                             | Nathaniel Villanueva, Steward Lee | Dave Filoni, Charles Murray                  | 27 marca 2020    | 27 marca 2020    | 7.06 |
| Rafa zdobywa niebezpieczne zlecenie transportu przyprawy i potrzebuje pomocy Ahsoki oraz Trace.                                                        |                                                        |                                   |                                              |                  |                  |      |
| 7(132) | Niebezpieczny dług Dangerous Debt                      | Saul Ruiz, Bosco Ng               | Dave Filoni, Charles Murray                  | 3 kwietnia 2020  | 3 kwietnia 2020  | 7.07 |
| Schwytane przez Syndykat Pyke, Ahsoka i siostry Martez próbują śmiałej ucieczki.                                                                       |                                                        |                                   |                                              |                  |                  |      |
| 8(133) | Znowu razem Together Again                             | Nathaniel Villanueva              | Dave Filoni, Charles Murray                  | 10 kwietnia 2020 | 10 kwietnia 2020 | 7.08 |
| Ponownie schwytane przez Pyke’ów, Ahsoka i siostry Martez nie mają wielkiego pola manewru.                                                             |                                                        |                                   |                                              |                  |                  |      |
| 9(134) | Stara przyjaźń nie rdzewieje Old Friends Not Forgotten | Saul Ruiz                         | Dave Filoni                                  | 17 kwietnia 2020 | 17 kwietnia 2020 | 7.09 |
| Zaczyna się oblężenie Mandalory, a Ahsoka zwraca się do Anakina i Obi-Wana o pomoc.                                                                    |                                                        |                                   |                                              |                  |                  |      |
| 10(135) | Uczeń widma The Phantom Apprentice                     | Nathaniel Villanueva              | Dave Filoni                                  | 24 kwietnia 2020 | 24 kwietnia 2020 | 7.10 |
| Trwa bitwa o Mandalorę, a Ahsoka musi zmierzyć się twarzą w twarz z Maulem.                                                                            |                                                        |                                   |                                              |                  |                  |      |
| 11(136) | W gruzach Shattered                                    | Saul Ruiz                         | Dave Filoni                                  | 1 maja 2020      | 1 maja 2020      | 7.11 |
| Maul został schwytany, a oblężenie Mandalory zakończyło się sukcesem. Jednak zło czai się w innym miejscu, a galaktyka już nigdy nie będzie taka sama. |                                                        |                                   |                                              |                  |                  |      |
| 12(137) | Zwycięstwo i śmierć Victory and Death                  | Nathaniel Villanueva              | Dave Filoni                                  | 4 maja 2020      | 4 maja 2020      | 7.12 |
| Ahsoka i Rex muszą wykorzystać swoje umiejętności i inteligencję, aby przetrwać burzliwe zakończenie wojen klonów.                                     |                                                        |                                   |                                              |                  |                  |      |

## Chronologia odcinków
Wiele z odcinków serialu nie było wyświetlanych w kolejności chronologicznej, co utrudniało ustalenie właściwej kolejności zdarzeń. Zmieniło się to 17 marca 2014 roku, gdy na oficjalnym blogu Gwiezdnych wojen pojawiła się chronologiczna lista wszystkich odcinków serialu. Poniższa tabela przedstawia właściwą kolejność epizodów.
| #  | Tytuł                        | Odcinek |  | #  | Tytuł                  | Odcinek |  | #   | Tytuł                      | Odcinek |
| -- | ---------------------------- | ------- |  | -- | ---------------------- | ------- |  | --- | -------------------------- | ------- |
| 1  | Cat and Mouse                | 2.16    |  | 47 | The Academy            | 3.06    |  | 93  | Tipping Points             | 5.05    |
| 2  | The Hidden Enemy             | 1.16    |  | 48 | Assassin               | 3.07    |  | 94  | The Gathering              | 5.06    |
| 3  | Star Wars: The Clone Wars    | Film    |  | 49 | ARC Troopers           | 3.02    |  | 95  | A Test of Strength         | 5.07    |
| 4  | Clone Cadets                 | 3.01    |  | 50 | Sphere of Influence    | 3.04    |  | 96  | Bound for Rescue           | 5.08    |
| 5  | Supply Lines                 | 3.03    |  | 51 | Evil Plans             | 3.08    |  | 97  | A Necessary Bond           | 5.09    |
| 6  | Ambush                       | 1.01    |  | 52 | Hostage Crisis         | 1.22    |  | 98  | Secret Weapons             | 5.10    |
| 7  | Rising Malevolence           | 1.02    |  | 53 | Hunt for Ziro          | 3.09    |  | 99  | A Sunny Day in the Void    | 5.11    |
| 8  | Shadow of Malevolence        | 1.03    |  | 54 | Heroes on Both Sides   | 3.10    |  | 100 | Missing in Action          | 5.12    |
| 9  | Destroy Malevolence          | 1.04    |  | 55 | Pursuit of Peace       | 3.11    |  | 101 | Point of No Return         | 5.13    |
| 10 | Rookies                      | 1.05    |  | 56 | Senate Murders         | 2.15    |  | 102 | Revival                    | 5.01    |
| 11 | Downfall of a Droid          | 1.06    |  | 57 | Nightsisters           | 3.12    |  | 103 | Eminence                   | 5.14    |
| 12 | Duel of the Droids           | 1.07    |  | 58 | Monster                | 3.13    |  | 104 | Shades of Reason           | 5.15    |
| 13 | Bombad Jedi                  | 1.08    |  | 59 | Witches of the Mist    | 3.14    |  | 105 | The Lawless                | 5.16    |
| 14 | Cloak of Darkness            | 1.09    |  | 60 | Overlords              | 3.15    |  | 106 | Sabotage                   | 5.17    |
| 15 | Lair of Grievous             | 1.10    |  | 61 | Altar of Mortis        | 3.16    |  | 107 | The Jedi Who Knew Too Much | 5.18    |
| 16 | Dooku Captured               | 1.11    |  | 62 | Ghosts of Mortis       | 3.17    |  | 108 | To Catch a Jedi            | 5.19    |
| 17 | The Gungan General           | 1.12    |  | 63 | The Citadel            | 3.18    |  | 109 | The Wrong Jedi             | 5.20    |
| 18 | Jedi Crash                   | 1.13    |  | 64 | Counterattack          | 3.19    |  | 110 | The Unknown                | 6.01    |
| 19 | Defenders of Peace           | 1.14    |  | 65 | Citadel Rescue         | 3.20    |  | 111 | Conspiracy                 | 6.02    |
| 20 | Trespass                     | 1.15    |  | 66 | Padawan Lost           | 3.21    |  | 112 | Fugitive                   | 6.03    |
| 21 | Blue Shadow Virus            | 1.17    |  | 67 | Wookiee Hunt           | 3.22    |  | 113 | Orders                     | 6.04    |
| 22 | Mystery of a Thousand Moons  | 1.18    |  | 68 | Water War              | 4.01    |  | 114 | An Old Friend              | 6.05    |
| 23 | Storm Over Ryloth            | 1.19    |  | 69 | Gungan Attack          | 4.02    |  | 115 | The Rise of Clovis         | 6.06    |
| 24 | Innocents of Ryloth          | 1.20    |  | 70 | Prisoners              | 4.03    |  | 116 | Crisis at the Heart        | 6.07    |
| 25 | Liberty on Ryloth            | 1.21    |  | 71 | Shadow Warrior         | 4.04    |  | 117 | The Disappeared, Part I    | 6.08    |
| 26 | Holocron Heist               | 2.01    |  | 72 | Mercy Mission          | 4.05    |  | 118 | The Disappeared, Part II   | 6.09    |
| 27 | Cargo of Doom                | 2.02    |  | 73 | Nomad Droids           | 4.06    |  | 119 | The Lost One               | 6.10    |
| 28 | Children of the Force        | 2.03    |  | 74 | Darkness on Umbara     | 4.07    |  | 120 | Voices                     | 6.11    |
| 29 | Bounty Hunters               | 2.17    |  | 75 | Plan of Dissent        | 4.09    |  | 121 | Destiny                    | 6.12    |
| 30 | The Zillo Beast              | 2.18    |  | 76 | Carnage of Krell       | 4.10    |  | 122 | Sacrifice                  | 6.13    |
| 31 | The Zillo Beast Strikes Back | 2.19    |  | 77 | The General            | 4.08    |  | 123 | A Death on Utapau          | L.01    |
| 32 | Senate Spy                   | 2.04    |  | 78 | Kidnapped              | 4.11    |  | 124 | In Search of the Crystal   | L.02    |
| 33 | Landing at Point Rain        | 2.05    |  | 79 | Slaves of the Republic | 4.12    |  | 125 | Crystal Crisis             | L.03    |
| 34 | Weapons Factory              | 2.06    |  | 80 | Escape from Kadavo     | 4.13    |  | 126 | The Big Bang               | L.04    |
| 35 | Legacy of Terror             | 2.07    |  | 81 | A Friend in Need       | 4.14    |  | 127 | Gone with a Trace          | 7.05    |
| 36 | Brain Invaders               | 2.08    |  | 82 | Deception              | 4.15    |  | 128 | Deal No Deal               | 7.06    |
| 37 | Grievous Intrigue            | 2.09    |  | 83 | Friends and Enemies    | 4.16    |  | 129 | Dangerous Debt             | 7.07    |
| 38 | The Deserter                 | 2.10    |  | 84 | The Box                | 4.17    |  | 130 | Together Again             | 7.08    |
| 39 | Lightsaber Lost              | 2.11    |  | 85 | Crisis on Naboo        | 4.18    |  | 131 | The Bad Batch              | 7.01    |
| 40 | The Mandalore Plot           | 2.12    |  | 86 | Massacre               | 4.19    |  | 132 | A Distant Echo             | 7.02    |
| 41 | Voyage of Temptation         | 2.13    |  | 87 | Bounty                 | 4.20    |  | 133 | On the Wings of Keeradaks  | 7.03    |
| 42 | Duchess of Mandalore         | 2.14    |  | 88 | Brothers               | 4.21    |  | 134 | Unfinished Business        | 7.04    |
| 43 | Death Trap                   | 2.20    |  | 89 | Revenge                | 4.22    |  | 135 | Old Friends Not Forgotten  | 7.09    |
| 44 | R2 Come Home                 | 2.21    |  | 90 | A War on Two Fronts    | 5.02    |  | 136 | The Phantom Apprentice     | 7.10    |
| 45 | Lethal Trackdown             | 2.22    |  | 91 | Front Runners          | 5.03    |  | 137 | Shattered                  | 7.11    |
| 46 | Corruption                   | 3.05    |  | 92 | The Soft War           | 5.04    |  | 138 | Victory and Death          | 7.12    |